# المركبات الفضائية ذاتية التناسخ
طُبقت فكرة المركبات الفضائية ذاتية التناسخ – نظريًا – على العديد من المهام المحددة. يُعرف الشكل الخاص لهذه الفكرة المُطبق في استكشاف الفضاء باسم مسبار «فون نيومان»، نسبةً لعالم الرياضيات الذي اقترحه، «جون فون نيومان». تشمل الأشكال الأخرى مركبة «برسيركرز» الفضائية ومركبة لإعادة التأهيل الأرضي.

## النظرية
أثبت فون نيومان أن الطريقة الأكثر فعالية لإجراء عمليات التعدين على نطاق واسع، مثل تعدين القمر بأكمله أو حزام الكويكبات، ستكون عن طريق مركبات الفضائية ذاتية التناسخ، للاستفادة من نموها الأسي. نظريًا، يمكن إرسال مركبة فضائية ذاتية التناسخ إلى نظام كوكبي مجاور، حيث ستبحث عن المواد الخام (لاستخراجها من الكويكبات والأقمار والعمالقة الغازية، وما إلى ذلك) لإنشاء نسخ طبق الأصل عن نفسها. ثم ستُرسل هذه النسخ المتماثلة إلى أنظمة كوكبية أخرى. يمكن للمسبار الأصلي أن يتابع هدفه الأساسي ضمن النظام النجمي. تختلف هذه المهمة اختلافًا كبيرًا اعتمادًا على نوع المركبة الفضائية ذاتية التناسخ المُقترحة.
بالنظر إلى هذا النمط، وتشابهه مع أنماط تكاثر البكتيريا، فقد أُشير إلى أن آلات فون نيومان يمكن اعتبارها شكلًا من أشكال الحياة. في قصته القصيرة، «السمكة الرئوية»، تطرق «يفيد برين» إلى هذه الفكرة، مشيرًا إلى أن آلات ذاتية التناسخ التي تطلقها أنواع الكائنات الذكية المختلفة قد تتنافس مع بعضها البعض (بطريقة داروينية) على المواد الخام، أو قد تقوم حتى بمهام متضاربة. وبالنظر إلى التنوع الكافي من «الأنواع»، فقد يشكلون نوعًا من البيئة، أو مجتمع – إذا كانوا يتمتعون بشكل من أشكال الذكاء الاصطناعي. حتى أنهم قد يتحولون إلى كائنات أخرى بعد آلاف «الأجيال».
نُشر أول تحليل هندسي كمي لمثل هذا النوع من المركبات الفضائية في عام 1980 من قبل «روبرت فريتاس»، إذ عُدل تصميم مشروع مركبة «داديالوس» غير ذاتية التناسخ ليشمل جميع الأنظمة الفرعية اللازمة للتناسخ الذاتي. كانت إستراتيجية التصميم هي استخدام المسبار لتسليم مصنع من «البذور» بكتلة تبلغ 443 طنًا إلى موقع بعيد، ثم السماح لمصنع البذور بالتناسخ لزيادة طاقته التصنيعية الإجمالية، على مدار 500 عام، ثم استخدم المجمع الصناعي الآلي الناتج لبناء المزيد من المسابير مع مصنع بذور واحد على متن كل منها.
تم وضع نظرية مفادها أنه يمكن لمركبة فضائية ذاتية التناسخ تستخدم طرق نظرية تقليدية نسبيًا للسفر بين النجوم (أي بدون طرق دفع غريبة أسرع من الضوء، وسرعات تقتصر على «متوسط سرعة» تبلغ 0.1 من سرعة الضوء) أن تنتشر عبر مجرة بحجم درب التبانة في أقل من نصف مليون عام.